# Villasdardo
Villasdardo è un comune spagnolo di 18 abitanti (7 uomini ed 11 donne) situato nella comunità autonoma di Castiglia e León.